# Jawa (azienda)
Jawa è una casa motoristica fondata a Praga nel 1929.
Deve il suo nome alle prime due lettere del cognome del suo fondatore, l'ingegnere cecoslovacco František Janeček, e quelle della Wanderer, azienda che cedette alla neoistituita entità societaria alcuni brevetti di motore.
La prima fabbrica sorse nel quartiere praghese di Pankrác cui nel 1931 fu affiancato un nuovo stabilimento a Týnec nad Sázavou.
Specializzata principalmente in motocicli, Jawa produsse anche automobili tra il 1934 e il 1941.
Nazionalizzata dal governo cecoslovacco nel dopoguerra, conobbe una crisi dopo la fine del Patto di Varsavia e il calo degli ordinativi dagli altri Paesi dell'Est europeo, segnatamente la Russia post-sovietica; la sua sede operativa è attualmente Týnec nad Sázavou.

## Storia

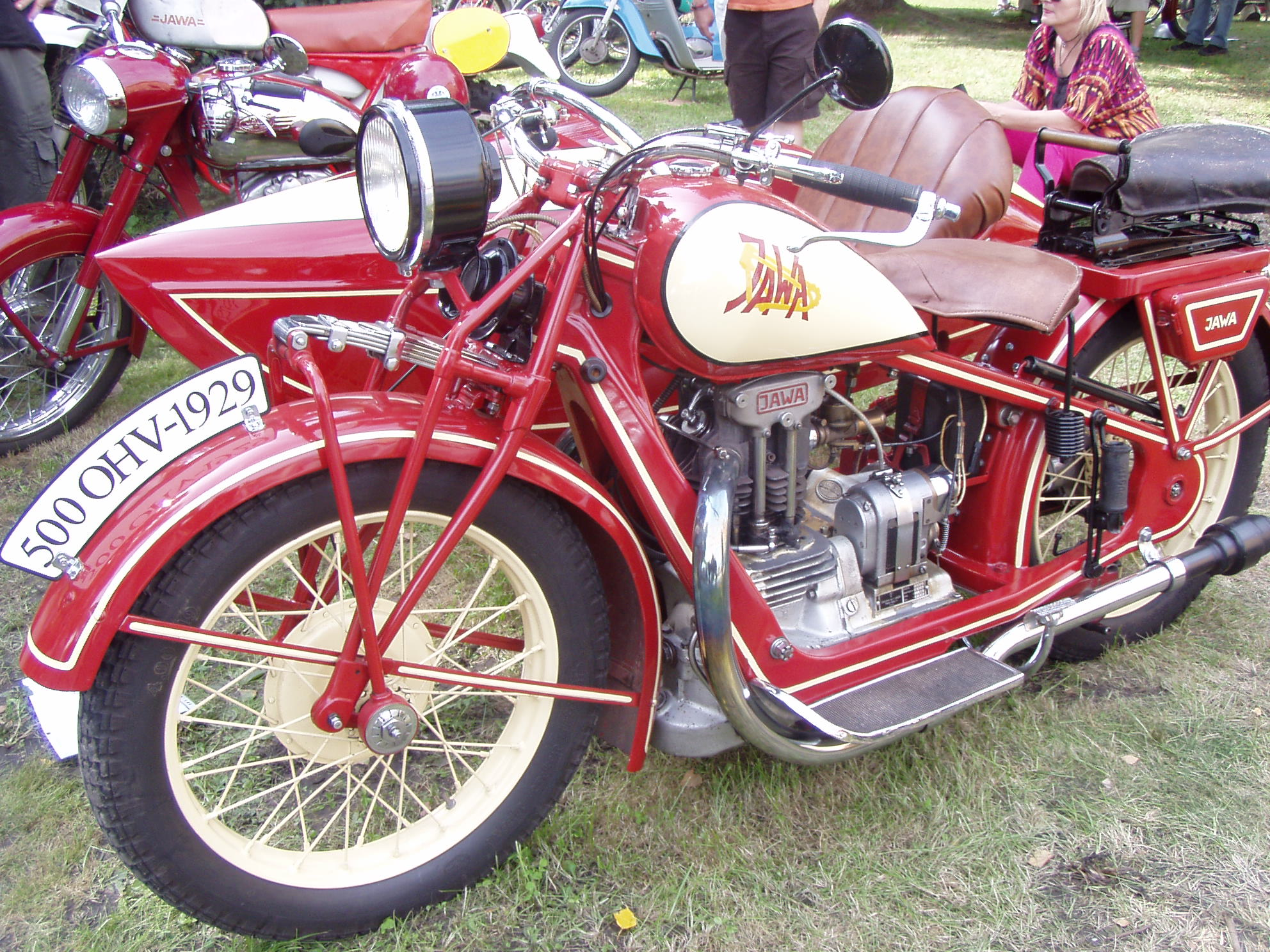
Una Jawa 500 OHV del 1929 in configurazione motocarrozzetta

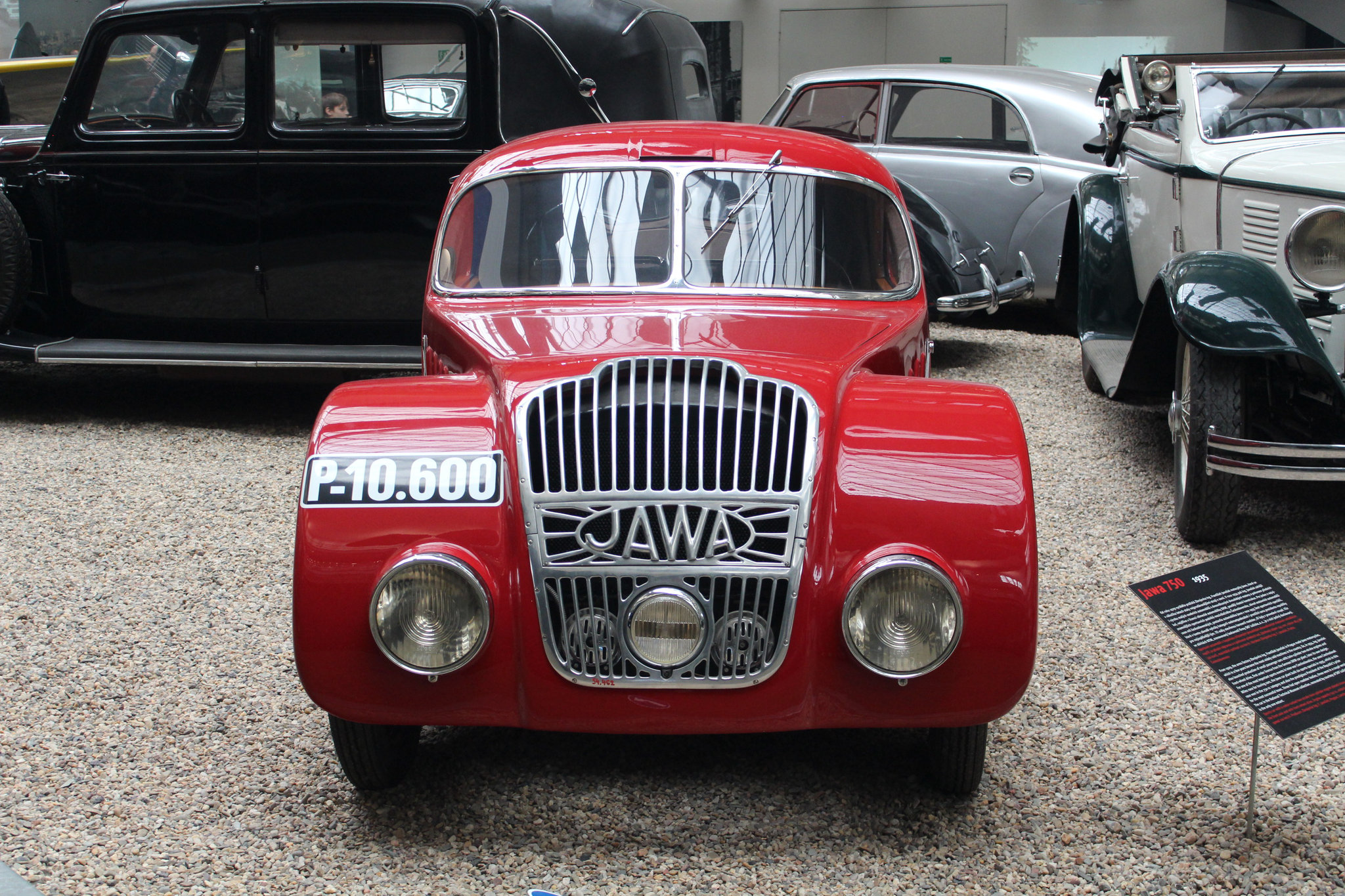
Java 750

Il primo modello fu presentato nell'ottobre 1929, era il "500 OHV". Solo prima della seconda guerra mondiale la Jawa vinse 51 trofei internazionali.
A partire dal 1933 la Jawa costruì anche automobili, a cominciare dalla produzione su licenza DKW del modello Meisterklasse F2, chiamata Jawa 700. Nel 1937 dal modello 700 derivò la Jawa Minor I, una bicilindrica a due tempi di 616 cm³ a 3 marce. Fino allo scoppio della guerra ne vennero costruite quasi 2000 in diverse versioni, oltre al modello base chiuso a due porte anche cabriolet, roadster, station wagon e pick-up.
Dalla Minor II 750 cm³ derivarono anche versioni sportive, una delle quali, denominata Aero Minor III, il cui motore a tre cilindri venne portato a 772 cm³, partecipò alla 24 ore di Le Mans del 1949.
Dopo il conflitto vennero assemblate ancora circa 700 vetture, l'ultima delle spider venne costruita nel 1955.
Durante la guerra la Jawa produsse anche armi per il Terzo Reich ed elaborò però dei prototipi che vennero prodotti alla fine del conflitto (ad esempio la Jawa 250 tipo 11). Nel dopoguerra la Jawa iniziò ad esportare in tutto il mondo: famoso è il modello Jawa 350 Californian (1967-1974) esportato negli Stati Uniti d'America. Lo stesso modello ebbe anche una certa diffusione in Europa, soprattutto nella versione dotata di sidecar, uno dei pochi modelli di questo tipo in produzione di serie.
Durante gli anni del Patto di Varsavia la Jawa ha prodotto in larga scala solo determinati veicoli, mentre la modernizzazione avveniva solo nel settore agonistico e d'esportazione. Dal punto di vista agonistico la Jawa vinse molti titoli in vari settori, come ad esempio nello speedway, con piloti leggendari come František Šťastný e Gustav Havel.

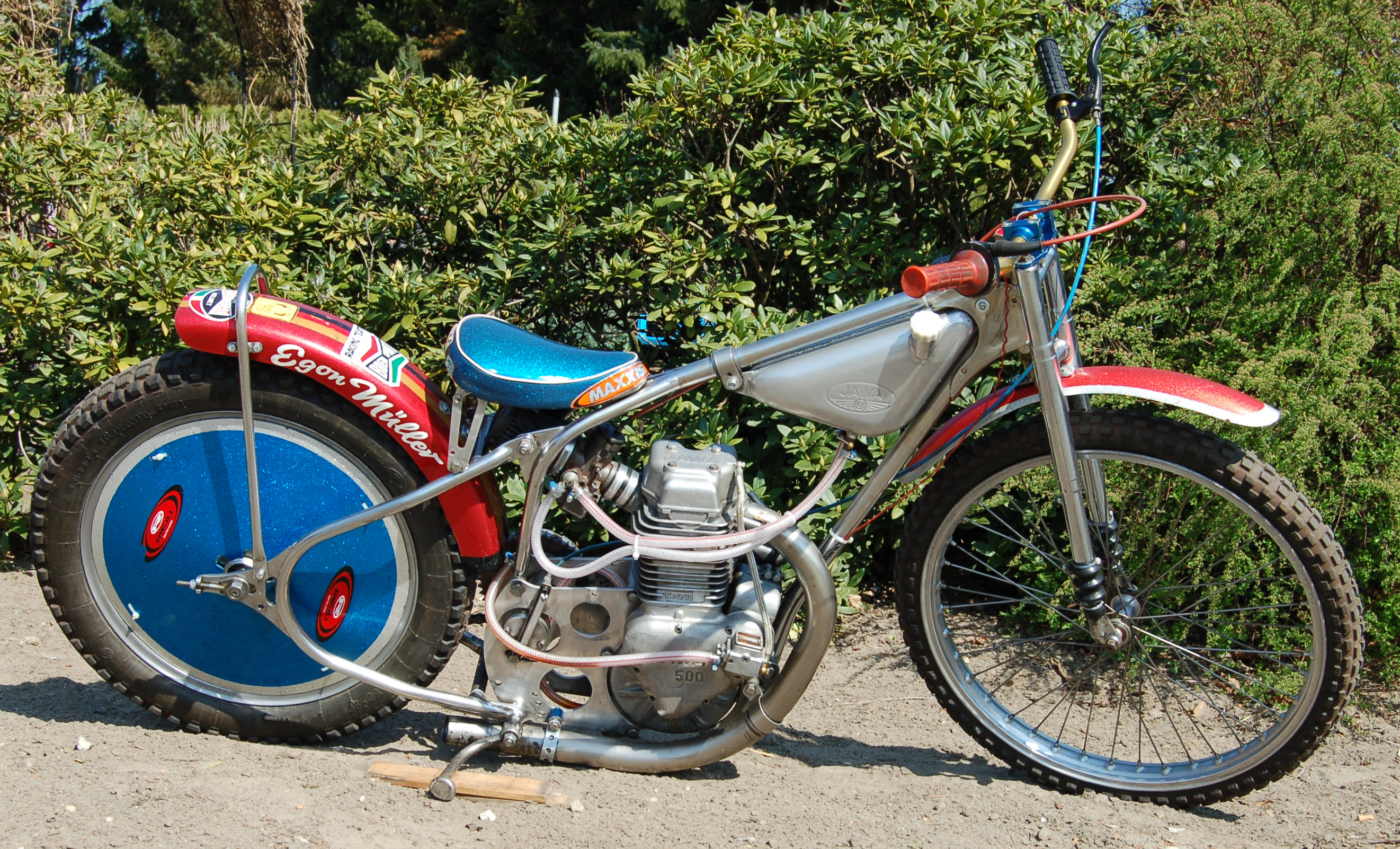
Una Jawa da speedway

Dopo il 1990 Jawa entrò in crisi, in parte poiché la "nuova Russia" non pagò migliaia di moto; non riuscì quindi a produrre i modelli moderni in larga scala e perse il prestigio internazionale. L'apice della crisi si ebbe nei tardi anni novanta quando si divise nel settore "civile" (Jawa moto spol. s.r.o.) e "agonistico" (Jawa divisov).
Oggi Jawa produce un'ampia gamma di modelli con cui cerca di rientrare nel mercato internazionale, tra cui: Jawa 125 Dakar (che ha partecipato alla Parigi-Dakar nel 2005), Jawa 650 Style, premiata come modello innovativo), Jawa 350 (utilizzata dalla polizia in vari paesi asiatici). Vende sotto proprio marchio mini-cars italiane (di marca Lombardini).
La Jawa divisov partecipa attualmente al campionato mondiale di speedway e di sidecarcross.

## Moto da competizione

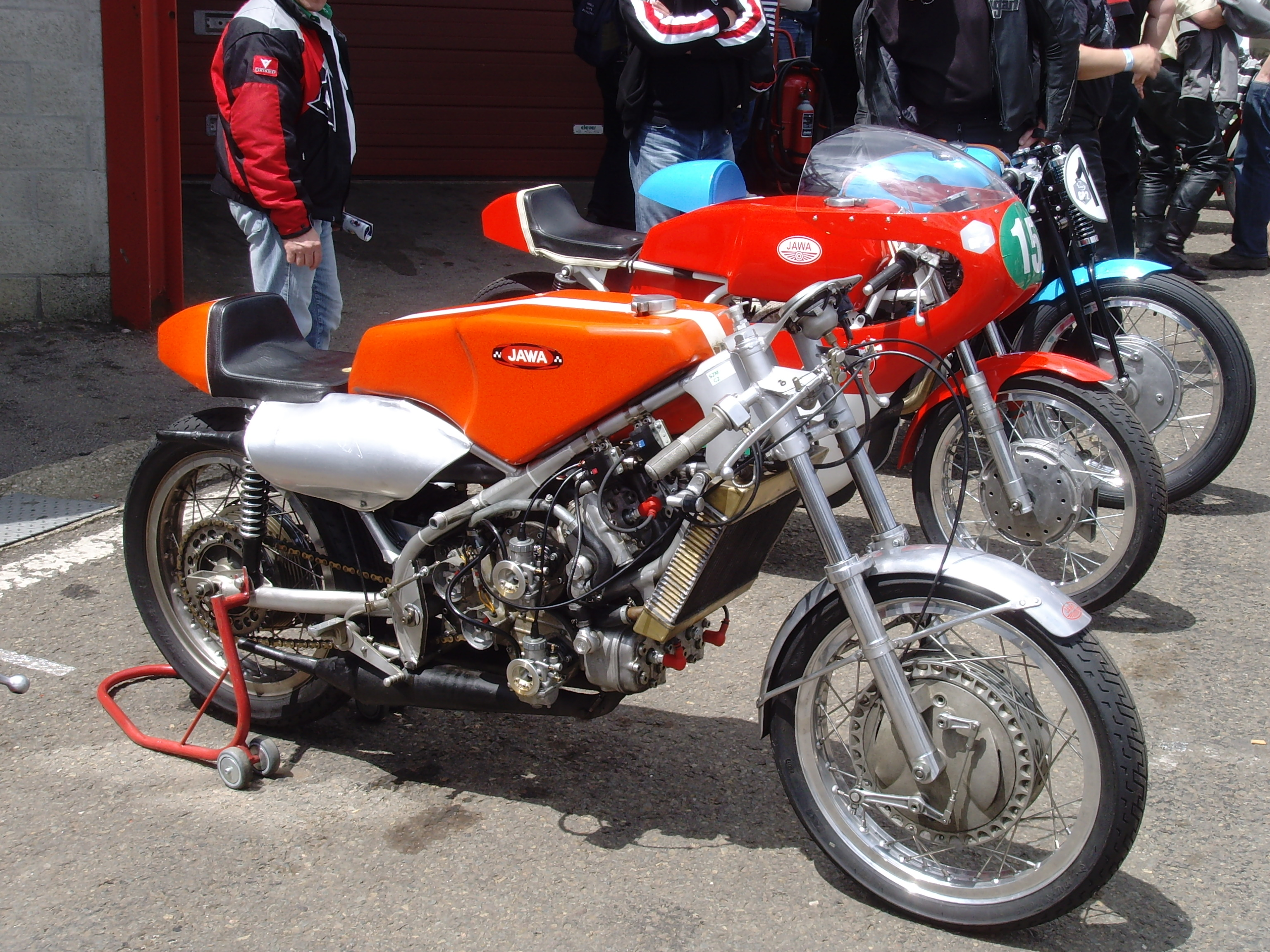
Una Jawa 350 V4 type 673, portata in gara da Bill Ivy nel motomondiale 1969

- Jawa divisov 889
- Jawa 500 typ 896 Speedway (1984)
- Jawa 500 typ 897 Speedway (1984)
- Jawa 510 (1978)
- Jawa 250 su asfalto (1976)
- Jawa 350 typ 653 (1974)
- Jawa 350 typ 673 su asfalto (1974)
- Jawa 125 typ 655/01 (1967)
- Jawa 125 typ 670 su asfalto (1966)
- Jawa 350 2xOHC su asfalto (1962)
- Jawa 250 2xOHC su asfalto (1959)
- Jawa 250 Cross (1957)
- Jawa 500 OHC su asfalto (1949)

## Modelli principali
- Jawa 250 Travel (2007)
- Jawa 650 Dakar (2006)
- Jawa 650 Style (2005)
- Jawa 650 Classic (2004)
- Jawa 125 Dakar (2003)
- Jawa 50 Dandy typ Minarelli (1999)
- Jawa 350 typ 640 a podtypy (1991)
- Jawa 350 typ 639 (1990)
- Jawa 350 typ 634, 634.5 (1973-1982)
- Jawa 350 UŘ typ 633/1 Bizon (1970)
- Jawa 350 Californian typ 362 (1969)
- Jawa 250 typ 559/05 Automatic (1966-'68)
- Jawa 350 Automatic typ 360/01 (1965)
- Jawa 50 typ 551 Jawetta Standard (1959)
- Jawa 50 typ 555 Pionýr (1958)
- Jawa 350 typ 354 Kývačka (1954)
- Jawa 350 typ 12 (Ogar), 18 (1948)
- Jawa 250 typ 10, 11 Pérák (1946)
- Jawa 250 Duplex Blok (1939)
- Jawa 100 Robot (1937)
- Jawa 350 SV (1934)
- Jawa 175 Villiers (1932)
- Jawa 500 OHV (1929)